# Svensk uppslagsbok
Svensk uppslagsbok (frei übersetzt: „Schwedische Enzyklopädie“ bzw. „Schwedisches Nachschlagewerk“) ist eine bekannte schwedische Universalenzyklopädie, von der zwischen 1929 und 1955 zwei Ausgaben herausgegeben wurden. Chefredakteur beider Auflagen war Gunnar Carlquist (1889–1963).

## 1. Auflage
Die 1. Auflage wurde in den Jahren 1929 bis 1937 herausgegeben und umfasst 30 Bände und einen Ergänzungsband. Die Publikation wurde von der Baltiska förlaget AB herausgegeben, aber im Jahre 1931 wurden die Rechte an eine andere Firma, Svensk uppslagsbok AB, übertragen. Die Bände der Enzyklopädie wurden in Malmö veröffentlicht. Im Vorwort, das im Februar 1929 geschrieben wurde, wurde gesondert darauf hingewiesen, dass das Schlüsselprinzip der Schaffung der „Schwedischen Enzyklopädie“ darin bestand, als Artikelautoren ausschließlich renommierte Experten auf verschiedenen Wissensgebieten zu gewinnen. Fast alle ihre Artikel, auch kleine, sind signiert. Der Verlag hatte das Recht erworben, Artikel aus der im Erscheinen begriffenen 7. Ausgabe von Meyers Konversations-Lexikon zu übersetzen und zu überarbeiten, aber alle übersetzten Artikel wurden von schwedischen Wissenschaftlern bearbeitet und ergänzt und von ihnen unterzeichnet. Im Jahr 1939 wurde die 1. Ausgabe der Enzyklopädie mit minimalen Änderungen neu aufgelegt.

## 2. Ausgabe
Die 2., vollständig überarbeitete Ausgabe erschien zwischen 1947 und 1955 und umfasste 32 Bände. Die Veröffentlichung wurde von der gleichen Firma durchgeführt, diese aber 1945 in Förlagshuset Norden AB umbenannt. Im Dezember 2009 wurde die zweite Ausgabe digitalisiert und frei zugänglich im Internet veröffentlicht, jedoch ohne Farbabbildungen und ohne Korrektur des Textes.